# Guernes
Guernes är en kommun i departementet Yvelines i regionen Île-de-France i norra Frankrike. Kommunen ligger i kantonen Limay som tillhör arrondissementet Mantes-la-Jolie. År 2022 hade Guernes 1 085 invånare.

## Befolkningsutveckling
Antalet invånare i kommunen Guernes
| Referens: INSEE |